# Quattro Giorni di Dunkerque 1996
La Quattro Giorni di Dunkerque 1996, quarantaduesima edizione della corsa, si svolse dal 7 al 12 maggio su un percorso di 986 km ripartiti in 7 tappe, con partenza e arrivo a Dunkerque. Fu vinta dal francese Philippe Gaumont della Gan davanti al suo connazionale Thierry Laurent e al tedesco Olaf Ludwig.

## Tappe
| Tappa  | Data      | Percorso                                                            | km    | Vincitore di tappa | Leader cl. generale |
| ------ | --------- | ------------------------------------------------------------------- | ----- | ------------------ | ------------------- |
| 1ª     | 7 maggio  | Dunkerque > Fontaine-au-Pire                                        | 183,6 | Olaf Ludwig        | Olaf Ludwig         |
| 2ª     | 8 maggio  | Arras > Saint-Pol-sur-Ternoise                                      | 86    | Erik Zabel         | Olaf Ludwig         |
| 3ª     | 8 maggio  | Saint-Pol-sur-Ternoise > Saint-Pol-sur-Ternoise (cron. individuale) | 25    | Chris Boardman     | Denis Zanette       |
| 4ª     | 9 maggio  | Fruges > Boulogne-sur-Mer                                           | 159   | Thierry Laurent    | Thierry Laurent     |
| 5ª     | 10 maggio | Boulogne-sur-Mer > Grande-Synthe                                    | 174   | Jeroen Blijlevens  | Thierry Laurent     |
| 6ª     | 11 maggio | Loon-Plage > Kassel                                                 | 180   | Marc Wauters       | Thierry Laurent     |
| 7ª     | 12 maggio | Gravelines > Dunkerque                                              | 178,4 | Jeroen Blijlevens  | Philippe Gaumont    |
| Totale | Totale    | Totale                                                              | 986   |                    |                     |

## Dettagli delle tappe

### 1ª tappa
- 7 maggio: Dunkerque > Fontaine-au-Pire – 183,6 km

| Pos. | Corridore        | Squadra | Tempo    |
| ---- | ---------------- | ------- | -------- |
| 1    | Olaf Ludwig      | Telekom | 4h19'02" |
| 2    | Philippe Gaumont | Gan     | s.t.     |
| 3    | Laurent Desbiens | Gan     | s.t.     |

| Pos. | Corridore        | Squadra | Tempo    |
| ---- | ---------------- | ------- | -------- |
| 1    | Olaf Ludwig      | Telekom | 4h19'02" |
| 2    | Philippe Gaumont | Gan     | s.t.     |
| 3    | Laurent Desbiens | Gan     | s.t.     |

### 2ª tappa
- 8 maggio: Arras > Saint-Pol-sur-Ternoise – 86 km

| Pos. | Corridore          | Squadra     | Tempo    |
| ---- | ------------------ | ----------- | -------- |
| 1    | Erik Zabel         | Telekom     | 2h01'17" |
| 2    | John Talen         | Foreldorado | s.t.     |
| 3    | Frédéric Moncassin | Gan         | s.t.     |

| Pos. | Corridore        | Squadra | Tempo    |
| ---- | ---------------- | ------- | -------- |
| 1    | Olaf Ludwig      | Telekom | 6h20'19" |
| 2    | Philippe Gaumont | Gan     | s.t.     |
| 3    | Laurent Desbiens | Gan     | s.t.     |

### 3ª tappa
- 8 maggio: Saint-Pol-sur-Ternoise > Saint-Pol-sur-Ternoise (cron. individuale) – 25 km

| Pos. | Corridore         | Squadra | Tempo  |
| ---- | ----------------- | ------- | ------ |
| 1    | Chris Boardman    | Gan     | 33'11" |
| 2    | Denis Zanette     | Aki     | a 3"   |
| 3    | Michelangelo Cauz | Aki     | a 41"  |

| Pos. | Corridore        | Squadra | Tempo    |
| ---- | ---------------- | ------- | -------- |
| 1    | Denis Zanette    | Aki     | 6h53'38" |
| 2    | Philippe Gaumont | Gan     | a 30"    |
| 3    | Olaf Ludwig      | Telekom | a 38"    |

### 4ª tappa
- 9 maggio: Fruges > Boulogne-sur-Mer – 159 km

| Pos. | Corridore        | Squadra | Tempo    |
| ---- | ---------------- | ------- | -------- |
| 1    | Thierry Laurent  | Agrigel | 4h01'38" |
| 2    | Philippe Gaumont | Gan     | a 6'58"  |
| 3    | Denis Zanette    | Aki     | s.t.     |

| Pos. | Corridore        | Squadra | Tempo     |
| ---- | ---------------- | ------- | --------- |
| 1    | Thierry Laurent  | Agrigel | 11h01'28" |
| 2    | Denis Zanette    | Aki     | a 42"     |
| 3    | Philippe Gaumont | Gan     | a 1'10"   |

### 5ª tappa
- 10 maggio: Boulogne-sur-Mer > Grande-Synthe – 174 km

| Pos. | Corridore         | Squadra    | Tempo    |
| ---- | ----------------- | ---------- | -------- |
| 1    | Jeroen Blijlevens | TVM        | 4h40'42" |
| 2    | Erik Zabel        | Telekom    | s.t.     |
| 3    | Massimo Strazzer  | Brescialat | s.t.     |

| Pos. | Corridore        | Squadra | Tempo     |
| ---- | ---------------- | ------- | --------- |
| 1    | Thierry Laurent  | Agrigel | 15h42'10" |
| 2    | Denis Zanette    | Aki     | a 40"     |
| 3    | Philippe Gaumont | Gan     | a 1'10"   |

### 6ª tappa
- 11 maggio: Loon-Plage > Kassel – 180 km

| Pos. | Corridore          | Squadra    | Tempo    |
| ---- | ------------------ | ---------- | -------- |
| 1    | Marc Wauters       | Lotto      | 4h29'02" |
| 2    | Daniele Contrini   | Brescialat | a 15"    |
| 3    | Frédéric Moncassin | Gan        | s.t.     |

| Pos. | Corridore        | Squadra | Tempo    |
| ---- | ---------------- | ------- | -------- |
| 1    | Thierry Laurent  | Agrigel | 4h31'20" |
| 2    | Philippe Gaumont | Gan     | a 4"     |
| 3    | Denis Zanette    | Aki     | a 34"    |

### 7ª tappa
- 12 maggio: Gravelines > Dunkerque – 178,4 km

| Pos. | Corridore          | Squadra | Tempo    |
| ---- | ------------------ | ------- | -------- |
| 1    | Jeroen Blijlevens  | TVM     | 4h00'41" |
| 2    | Frédéric Moncassin | Gan     | s.t.     |
| 3    | Frank Corvers      | Lotto   | s.t.     |

| Pos. | Corridore        | Squadra | Tempo     |
| ---- | ---------------- | ------- | --------- |
| 1    | Philippe Gaumont | Gan     | 24h14'07" |
| 2    | Thierry Laurent  | Agrigel | a 2"      |
| 3    | Olaf Ludwig      | Telekom | a 18"     |

## Classifiche finali

### Classifica generale
| Pos. | Corridore          | Squadra                   | Tempo     |
| ---- | ------------------ | ------------------------- | --------- |
| 1    | Philippe Gaumont   | Gan                       | 24h14'07" |
| 2    | Thierry Laurent    | Agrigel-La Creuse-Fenioux | a 2"      |
| 3    | Olaf Ludwig        | Team Deutsche Telekom     | a 18"     |
| 4    | Denis Zanette      | Aki-Gipiemme-Safi         | a 26"     |
| 5    | Arturas Kasputis   | Petit Casino              | a 1'33"   |
| 6    | Laurent Desbiens   | Gan                       | a 1'44"   |
| 7    | Marco Milesi       | Brescialat-Verynet        | s.t.      |
| 8    | Frank Corvers      | Lotto-Isoglass            | a 3'18"   |
| 9    | Frédéric Moncassin | Gan                       | a 3'33"   |
| 10   | Cédric Vasseur     | Gan                       | a 3'35"   |